# Día de la Independencia de Albania
El Día de la bandera (en albanés: Dita e Flamurit o Festa e Flamurit), o también llamado Día de Independencia, se celebra cada 28 noviembre como feriado en Albania, Kosovo, Macedonia del Norte y la diáspora albanesa. Hace referencia a la Declaration de Independencia de Albania el 28 de noviembre de 1912 y el izamiento de la bandera albanesa en Vlorë, coincidiendo con el día en qué Skanderbeg levantó la misma bandera en Krujë, el 28 de noviembre de 1443.